# Milan Mauger
Pour les articles homonymes, voir Mauger.
Milan Mauger est un acteur, réalisateur et scénariste français, né le 25 janvier 1986 à Caen (Calvados).

## Biographie
Fils de journalistes, Milan Mauger a été reçu au concours de la classe libre (promotion XXVI) du Cours Florent, en 2005,.
Il obtient son premier rôle notable en 2007 dans le téléfilm La vie sera belle, diffusé sur France 2. En 2009, il tient le rôle principal du film Sans rancune ! d'Yves Hanchar, aux côtés de Thierry Lhermitte. Il réalise son premier court métrage L'adjoint avait une barbe en 2011 et un moyen métrage, La Cave, en 2012.
En 2014, il est finaliste du Prix Junior du meilleur scénario dans le cadre du Grand prix du meilleur scénariste,
Il réalise ensuite plusieurs vidéos publiées sur Youtube tout en continuant à écrire des séries ou pour le cinéma.
En 2024, il est co-scénariste du film Un p'tit truc en plus.

## Filmographie
- 2007 : Les Yeux bandés de Thomas Lilti
- 2007 : La vie sera belle (TV) d'Edwin Baily
- 2008 : Musée haut, musée bas de Jean-Michel Ribes
- 2009 : Sans rancune ! d'Yves Hanchar
- 2009 : Les Associés (TV) d'Alain Berliner
- 2011 : Injustice (série télévisée, épisode 1) de Benoît d'Aubert
- 2011 : L'Adjoint avait une barbe (court métrage) de Milan Mauger
- 2012 : R.I.S Police scientifique (série télévisée, épisode 82) d'Alain Brunard
- 2012 : La Cave (moyen métrage) de Milan Mauger
- 2012 : Cartier (court métrage publicitaire) de Luca Guadagnino
- 2013 : Alias Caracalla (TV) d'Alain Tasma, dans le rôle de Stéphane Hessel
- 2014 : Sensibilisation au handicap au travail (clip), de Milan Mauger
- 2014 : La Contribution, de Chloé Delaume
- 2017 : Moments gênants (courts métrages), de Milan Mauger
- 2018 : L’Âge Dort (court métrage), de Paolo Petrini
- 2024 : Un p'tit truc en plus (en tant que scénariste), de Artus
- 2025 : Les Aventurières (en tant que créateur et scénariste) de Milan Mauger et Florent Meyer